# 宇文邈
宇文邈（?—?），河南人。
大历二年进士。官御史中丞，“齪齪自守”。曾被免官，終官刺史，卒於任上。姚系有《杨参军庄送宇文邈》詩。有子宇文鼎。